# منتخب تايبيه الصينية لكرة الطائرة للرجال
منتخب تايبيه الصينية الوطني لكرة الطائرة للرجال هو ممثل تايوان الرسمي في المنافسات الدولية في كرة الطائرة في فئة كرة الطائرة للرجال.